# Spandau (stadsdel)
Spandau (på tyska även Berlin-Spandau) är en stadsdel (Ortsteil) i stadsdelsområdet (Bezirk) Spandau i västra Berlin. Spandau ligger vid floden Havel, vid den plats där floden Spree mynnar i Havel. Stadsdelen Spandau var ursprungligen en medeltida stad, Spandow, som uppstod omkring en borg, det nuvarande Zitadelle Spandau, och stadsdelen utgör den gamla stadskärnan i den fram till 1920 från Berlin fristående staden.

## Historia
Området omkring floden Havel beboddes från omkring 600-talet av det västslaviska folket heveller. Vid den plats där Havel och Spree flyter samman uppstod senast omkring slutet av 900-talet en befäst borganläggning, vars ursprungliga namn inte är känt. Utgrävningar har påvisat rester av en träkyrka från omkring år 980 vid borgen. År 1157 kom Albrekt Björnen i besittning av befästningen, under Ostsiedlung-perioden, och lät bygga ut den till en gränsfästning, då Spandau vid denna tidpunkt utgjorde den östliga gränsen för markgrevskapet Brandenburg.
Den första skrivna källan som nämner huset Askaniens borg i Spandau är från år 1197 och omnämner orten som Spandow, vilket staden hette fram till 1800-talet. Dokumentet förvaras idag i domkyrkomuseet i Brandenburg an der Havel. Runt borgen växte en bosättning upp, som efter hand byggdes ut och flyttades till den nuvarande gamla stadskärnan i Spandau när borgområdet blev för litet.
Det är inte känt när Spandau erhöll stadsrättigheter, men i ett brev daterat 7 mars 1232 från markgrevarna Johan I av Brandenburg och Otto III av Brandenburg framgår att staden redan har stadsrättigheter. Staden fortsatte att växa under medeltiden. Under 1200-talet och 1300-talet byggdes Nikolaikyrkan.  

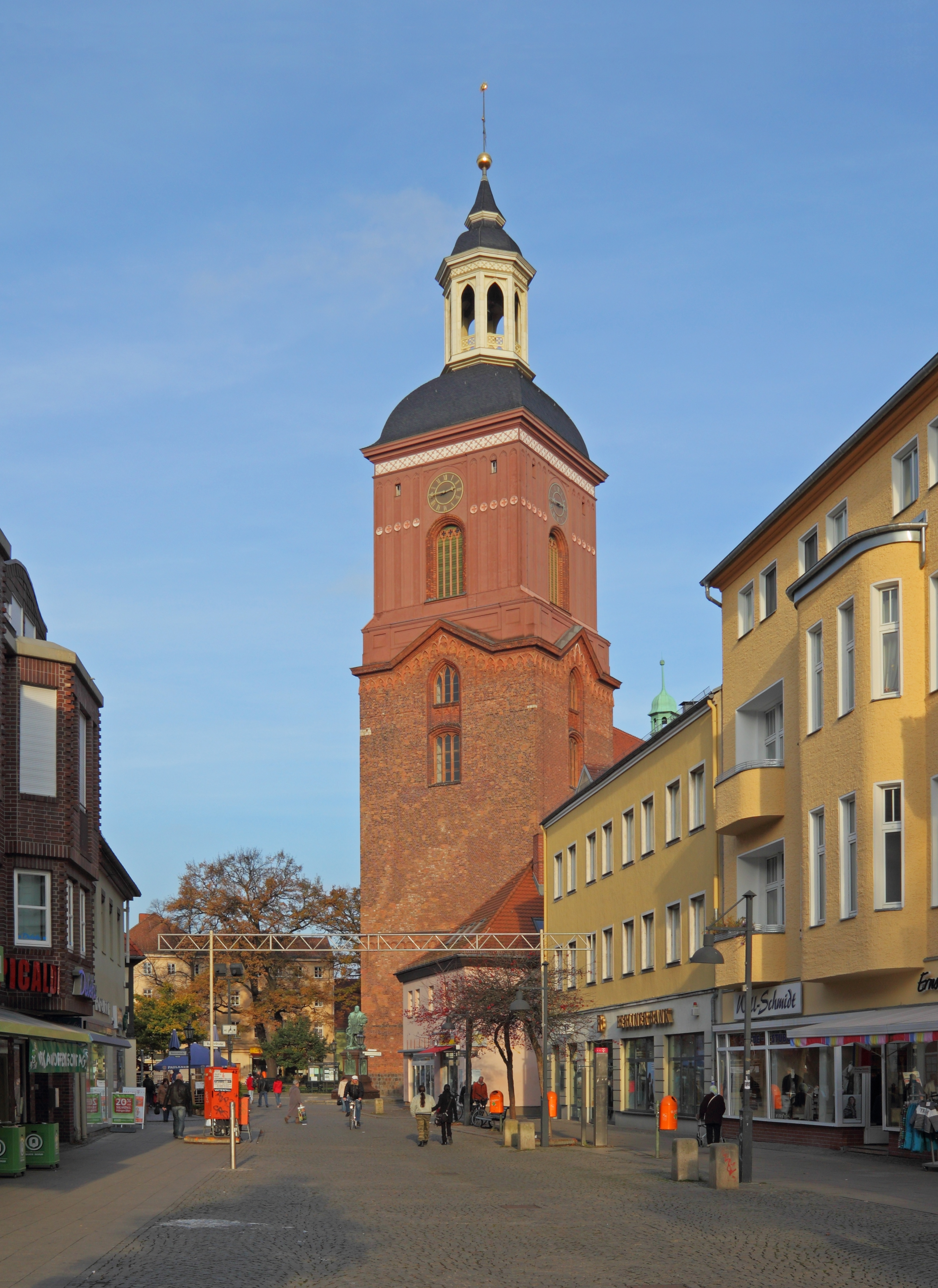
Gatubild från centrala Spandau, med Nikolaikyrkan.

1560 lät kurfursten Joakim II av Brandenburg börja bygga ut borgen i Spandau till en renässansfästning, Zitadelle Spandau, som stod färdig 1594. Byggmästare var Rochus zu Lynar som även uppförde ett slott åt sig själv i staden. Under trettioåriga kriget var Spandau garnisonsstad. 1632 förvarades Gustav II Adolfs lik en natt i Lynarslottet på vägen från Lützen till Stockholm. 1722 lät kung Fredrik Vilhelm I av Preussen anlägga en gevärsfabrik i staden.
Citadellet i Spandau belägrades 24–25 oktober 1806 av franska trupper och tvingades till kapitulation. Under tyska befrielsekriget 1813 bombarderades den franska garnisonen och Spandau av den preussiska armén, innan de franska trupperna tvingades kapitulera och lämna staden.
Staden bytte 1878 namn från Spandow till Spandau. 1873 beslutades att staden på grund av sitt strategiska läge skulle vara en av Tysklands fästningsstäder och ytterligare fästningsanläggningar anlades väster om staden, som dock inom några årtionden var föråldrade. 1903 beslutades att staden inte längre skulle fungera som fästningsstad, vilket möjliggjorde expansion utanför fästningsvallarna. Från 1905 till 1917 steg Spandaus befolkning från omkring 70 000 invånare till omkring 110 000.
Stadens rustningsindustri växte i betydelse under 1800-talet och återigen under första världskriget. 1846 byggdes järnvägen Berlin–Hamburg genom Spandau och 1871 tillkom sträckan Berlin–Hannover.
Från 1897 byggde företaget Siemens & Halske stora fabriksanläggningar i nordöstra Spandau, det som kom att bli stadsdelen Siemensstadt.  
I och med bildandet av Stor-Berlin 1920 uppgick Spandau i staden Berlin. Området kom att efter andra världskriget tillhöra den brittiska ockupationssektorn i Västberlin, fram till Tysklands återförening 1990.
För Spandaus historia efter 1920, se även Spandau (stadsdelsområde).

## Kommunikationer
| Linje | Station         |  |  |  |
| U7    | Rathaus Spandau |  |  |  |

I Spandau ligger Spandaus järnvägsstation, en av Berlins stora stationer för fjärrtåg och pendeltåg.